# Bulbophyllum pandanetorum
Espèce
Statut de conservation UICN

 EN B2ab(iii) : En danger
Bulbophyllum pandanetorum Summerh. est une espèce d'orchidées du genre Bulbophyllum, relativement rare, présente au Cameroun et au Gabon.